# Alcázar de San Juan
Alcázar de San Juan este un oraș din Spania, situat în provincia Ciudad Real din comunitatea autonomă Castilia-La Mancha. Are o populație de 28.783 de locuitori.

## Personalități născute aici
- Dani Fernandez (n. 1991), cântăreț, compozitor de muzică pop.

1. ↑  Nomenclátor Geográfico de Municipios y Entidades de Población (20240402 edition)